# Izabela Grimaldi
Isabelle Grimaldi, dama Monako (ur. ?, zm. 27 lutego 1583), od 8 czerwca 1545 do 7 października 1581 dama Monako jako żona seniora Honoriusza I.
Honoriusz I przejął monakijski tron po swoim ojcu, Lucjanie Grimaldi, mając zaledwie dziesięć lat. Regencję w imieniu chłopca sprawował jego wuj, Stefan Grimaldi. Wkrótce Honoriusz uczynił Stefana swoim przybranym ojcem. Na jego wyraźne życzenie, dnia 8 czerwca 1545 Honoriusz poślubił swoją kuzynkę i siostrzenicę Stefana, Izabelę Grimaldi, która tym samym została damą Monako.
Małżonkowie zostali rodzicami czternaściorga dzieci:
- Ginewra Grimaldi, żona Stefana Grillo (ur. 24 października 1548, zm. ?)
- Benedetta Grimaldi (ur. 3 maja 1550, zm. ?)
- Klaudia Grimaldi (ur. 8 października 1552, zm. 20 listopada 1598)
- Karol II Grimaldi (ur. 26 stycznia 1555, zm. 18 maja 1589)
- Eleonora Grimaldi, żona Mikołaja Interiano (ur. 10 grudnia 1556, zm. ?)
- Franciszek Grimaldi (ur. 13 listopada 1557, zm. 4 października 1586)
- Horacy Grimaldi (ur. 5 listopada 1558, zm. 16 lipca 1559)
- Hipolita Grimaldi (ur. 29 listopada 1559, zm. 24 września 1562)
- Fabrycy Grimaldi (ur. 1 grudnia 1560, zm. 20 kwietnia 1569)
- Herkules I Grimaldi (ur. 24 września 1562, zm. 21 listopada 1604)
- Wirginia Grimaldi, zakonnica (ur. 12 lipca 1564, zm. ?)
- Aurelia Grimald, żona Augustyna de Franco (ur. 13 listopada 1565, zm. ?)
- Horacy Grimaldi, podczaszy Filipa III, króla Hiszpanii (ur. 5 września 1567, zm. 1620)
- Jan Baptysta Grimaldi (ur. 24 marca 1571, zm. 18 marca 1572)

Izabela zmarła 27 lutego 1583, dwa lata po śmierci swojego męża. Dwaj jej synowie: Karol II Grimaldi i Herkules I Grimaldi zasiadali na tronie Monako.